# Санборн (Міннесота)
Санборн (англ. Sanborn) — місто (англ. city) в США, в окрузі Редвуд штату Міннесота. Населення — 323 особи (2020).

## Географія
Санборн розташований за координатами 44°12′33″ пн. ш. 95°7′47″ зх. д. / 44.20917° пн. ш. 95.12972° зх. д. (44.209197, -95.129804).  За даними Бюро перепису населення США в 2010 році місто мало площу 5,53 км², з яких 5,39 км² — суходіл та 0,14 км² — водойми.

## Демографія
Згідно з переписом 2010 року, у місті мешкало 339 осіб у 165 домогосподарствах у складі 103 родин. Густота населення становила 61 особа/км².  Було 193 помешкання (35/км²).
Расовий склад населення:
| - 99,4 % — білих |

До двох чи більше рас належало 0,0 %. Частка іспаномовних становила 3,2 % від усіх жителів.
За віковим діапазоном населення розподілялося таким чином: 15,6 % — особи молодші 18 років, 60,8 % — особи у віці 18—64 років, 23,6 % — особи у віці 65 років та старші. Медіана віку мешканця становила 47,7 року. На 100 осіб жіночої статі у місті припадало 93,7 чоловіків;  на 100 жінок у віці від 18 років та старших — 95,9 чоловіків також старших 18 років.
Середній дохід на одне домашнє господарство  становив 42 439 доларів США (медіана — 39 688), а середній дохід на одну сім'ю — 50 962 долари (медіана — 47 750). Медіана доходів становила 45 938 доларів для чоловіків та 25 000 доларів для жінок. За межею бідності перебувало 10,7 % осіб, у тому числі 10,7 % дітей у віці до 18 років та 18,1 % осіб у віці 65 років та старших.
Цивільне працевлаштоване населення становило 162 особи. Основні галузі зайнятості: виробництво — 21,0 %, освіта, охорона здоров'я та соціальна допомога — 17,3 %, роздрібна торгівля — 14,8 %.